# حاط الحبيل

تعديل مصدري - تعديل

حاط الحبيل هي إحدى قرى عزلة سباح بمديرية سباح التابعة لمحافظة أبين، بلغ تعداد سكانها 61 نسمة حسب تعداد اليمن لعام 2004.